# Antonio d'Emilia
Antonio d'Emilia (Roma, 1908 – Roma, 15 ottobre 1968) è stato un giurista e islamista italiano.

## Biografia
Studioso di diritto bizantino e titolare nell'Università di Roma dell'insegnamento a giurisprudenza di diritto musulmano, a segnare il suo percorso di studioso e di ricercatore fu David Santillana (1885-1931) anche se ad aprirgli le porte dell'università fu, indirettamente, la morte nel 1938 di Carlo Alfonso Nallino, che aveva tenuto quell'insegnamento oltre a quello principale di Lingua e letteratura araba nell'Ateneo romano.
Dopo la sua morte la materia non ha avuto più un titolare.

## Opere scelte
La bibliografia completa dei suoi scritti è pubblicata nel volume curato dal suo allievo  Francesco Castro (Scritti di diritto islamico, Roma, Istituto per l'Oriente, 1973, 659 pp.).
Oltre al vari lemmi realizzati per il Novissimo Digesto Italiano e le revisioni e gli aggiornamenti delle voci a suo tempo curate da C. A. Nallino per il Nuovo Digesto Italiano, di d'Emilia si possono ricordare:
- Lezioni di diritto musulmano, Roma, Edizioni Universitarie, 1940, 344 pp.
- Il diritto musulmano comparato con il bizantino dal punto di vista della tipologia del diritto, in: Studia Islamica IV (1956), pp. 57–76.
- Diritto islamico, in: Le Civiltà dell'Oriente, Vol. III, Roma 1958, pp. 439–530.
- Intorno ad alcuni caratteri dell'esperienza giuridica medievale sunnita, in Studi Orientalistici offerti nel 60º compleanno dai suoi colleghi e discepoli a Francesco Gabrieli, Roma, Università di Roma, 1964, pp. 95–113.
- Diplomi arabi siciliani di compravendita del secolo IV Egira e loro raffronti con documenti egiziani dei secoli III e IV Egira, in: Scritti in onore di Laura Veccia Vaglieri, Annali dell'Istituto Universitario Orientale di Napoli n.s., 14 (1964), pp. 83-109.
- Intorno alle Costituzioni provvisorie repubblicane del Yemen, in: Oriente Moderno 65 (1965), pp. 301-312.
- Islamic Law. Hanafites, in: J. Glissen (ed.), Bibliographical Introduction to Legal History and Ethnology, Bruxelles,  Université Libre de Bruxelles, 1967, pp. 3-39.